# New Carlisle, Ohio
New Carlisle là một thành phố thuộc quận Clark, tiểu bang Ohio, Hoa Kỳ. Năm 2010, dân số của thành phố này là 5785 người.

## Dân số
- Dân số năm 2000: 5735 người.
- Dân số năm 2010: 5785 người.